# Linkage disequilibrium
Il linkage disequilibrium (LD) è un termine dell'ambito genetico che indica la presenza di associazione statistica tra specifici alleli relativi a due o più loci, che costituiscono di solito un particolare aplotipo ancestrale, diffuso nella popolazione in cui è rilevato perché trasmesso lungo la discendenza da un comune progenitore.
Per questo motivo il linkage disequilibrium è maggiore in popolazioni omogenee, cioè originate da un nucleo di individui fondatori come le popolazioni sarda o finlandese. Infatti le migrazioni recenti generano substruttura ed eterogeneità genetica e aplotipi differenti associati allo stesso tratto tendono ad abbassare i valori di significatività.
Il linkage disequilibrium è un importante strumento per individuare regioni cromosomiche di limitata ampiezza in cui si collocano i geni per una data malattia (mappaggio ad alta risoluzione) e si avvale dell'analisi molecolare di varianti alleliche (per lo più di SNPs o STRs) che costituiscono aplotipi in pazienti tra loro apparentemente non imparentati. Infatti è prevedibile che pazienti che hanno ereditato lo stesso segmento cromosomico, definito dal medesimo aplotipo, abbiano ereditato anche la stessa mutazione in esso contenuto.
Risale agli anni '80, il primo gene mappato con questo approccio: quello della fibrosi cistica in 7q31.2.
Il linkage disequilibrium si ha quando c'è un'associazione non casuale.
 Esempio:
Genotipo genitori: AABB aabb
I genotipi possibili per i figli dunque sono: AB ab Ab aB
Se dall'incrocio si ha un rapporto 1:1 di genotipo per ogni figlio allora non siamo nel caso del linkage equilibrium (gli alleli per quel locus o sono su due cromosomi diversi o sono ad una distanza tale che è certo che un crossing over li separi (molto distanti)), se si ha una maggior frequenza di figli con aplotipo AB o ab significa che questi geni tendono a segregare insieme perché fisicamente vicini e siamo nel caso del linkage disequilibrium.
Il linkage disequilibrium si può avere anche a causa della selezione e delle migrazioni con conseguenti incroci tra popolazioni con aplotipi differenti.